# Estação Ternes
Ternes é uma estação da linha 2 do Metrô de Paris, localizado no limite do 8.º e do 17.º arrondissements de Paris.

## Localização
A estação está estabelecida em uma curva sob a place des Ternes, entre o trecho sul da avenue de Wagram e o boulevard de Courcelles.

## História
A estação de metrô deve a sua denominação à place des Ternes em que ela está situada. Este nome faz referência a uma fazenda da Idade Média antigamente batizada "Villa externe".
A partir da década de 1950 até 2007, os pés-direitos foram revestidos com uma curvatura metálica com montantes horizontais azuis e quadros publicitários dourados iluminados. Antes de sua remoção para a renovação da estação no quadro do programa "Renouveau du métro" da RATP, foi completada com assentos "coque" característicos do estilo "Motte", em branco.
Em 2011, 3 930 362 passageiros entraram nesta estação. Ela viu entrar 3 928 660 passageiros em 2013, o que a coloca na 125ª posição das estações de metro por sua frequência.

## Serviços aos Passageiros

### Acessos
A estação possui três vias de acesso: dois, um dos quais ornado de uma edícula Guimard, na place des Ternes e uma saída por escada rolante no n° 130 do boulevard de Courcelles.

### Plataformas
Ternes é uma estação em curva de configuração padrão: ela possui duas plataformas laterais separadas pelas vias do metrô e a abóbada é elíptica. A decoração é do estilo usado pela maioria das estações de metrô: as faixas de iluminação são brancas e arredondadas no estilo "Gaudin" da renovação do metrô da década de 2000, e as telhas em cerâmica branca biseladas recobrem os pés-direitos, os tímpanos e as saídas dos corredores. A abóbada é revestida e pintada em branco. Os quadros publicitários são em cerâmicas brancas e o nome da estação é inscrito em fonte Parisine em placas esmaltadas. Os assentos são de estilo "Akiko" de cor verde.

### Intermodalidade
A estação é servida pelas linhas 30, 31, 43, 93 e 341 da rede de ônibus RATP.

## Pontos turísticos
- Salle Wagram
- Salle Pleyel